# Arno Schmidt

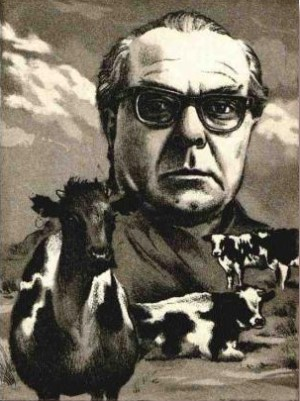
Kühe in Halbtrauer. Radierung von Jens Rusch zu Arno Schmidts Erzählung Kühe in Halbtrauer

Arno Otto Schmidt (* 18. Januar 1914 in Hamburg-Hamm; † 3. Juni 1979 in Celle) war ein deutscher Schriftsteller.
Schmidt wuchs in Hamburg und Lauban bei Görlitz auf. Seit 1938 lebte er in Greiffenberg. Von 1946 an lebte er als freier Schriftsteller zunächst in Cordingen, dann in Gau-Bickelheim, Kastel an der Saar und in Darmstadt und seit 1958 in Bargfeld in der Lüneburger Heide bei Celle. Sein erster Band mit Erzählungen, Leviathan, erschien 1949. Dieser und seine Werke der 1950er Jahre sind sprachlich von einer ungewöhnlichen, sich oft am Expressionismus orientierenden Wortwahl geprägt. Formal kennzeichnet sie das Bemühen um neue Prosaformen, inhaltlich sind sie von einer kulturpessimistischen Weltsicht und einer angriffslustigen Gegnerschaft gegen das Westdeutschland der Adenauer-Ära geprägt. Seine theoretischen Überlegungen zu Prosa und Sprache entwickelte Schmidt in den 1960er Jahren in Auseinandersetzung vor allem mit James Joyce und Sigmund Freud weiter und suchte seine Ergebnisse in den in dieser Zeit entstandenen Werken (Ländliche Erzählungen im Band Kühe in Halbtrauer, KAFF auch Mare Crisium) umzusetzen. Als Summe dieser Entwicklung erschien 1970 das monumentale Hauptwerk Zettel’s Traum. Sein Spätwerk (Die Schule der Atheisten, Abend mit Goldrand und das Fragment gebliebene Werk Julia, oder die Gemälde) erschien wie Zettel’s Traum in großformatigen Typoskriptbänden. Außer den für den Autor wichtigen Prosaarbeiten entstanden zahlreiche Übersetzungen aus dem Englischen, Kurzgeschichten, literaturgeschichtliche und -theoretische (Radio-)Essays, eine detaillierte Biografie Friedrich de la Motte Fouqués sowie eine durch die Psychoanalyse angeregte Studie über Karl May (Sitara).

## Leben

### Bis 1945

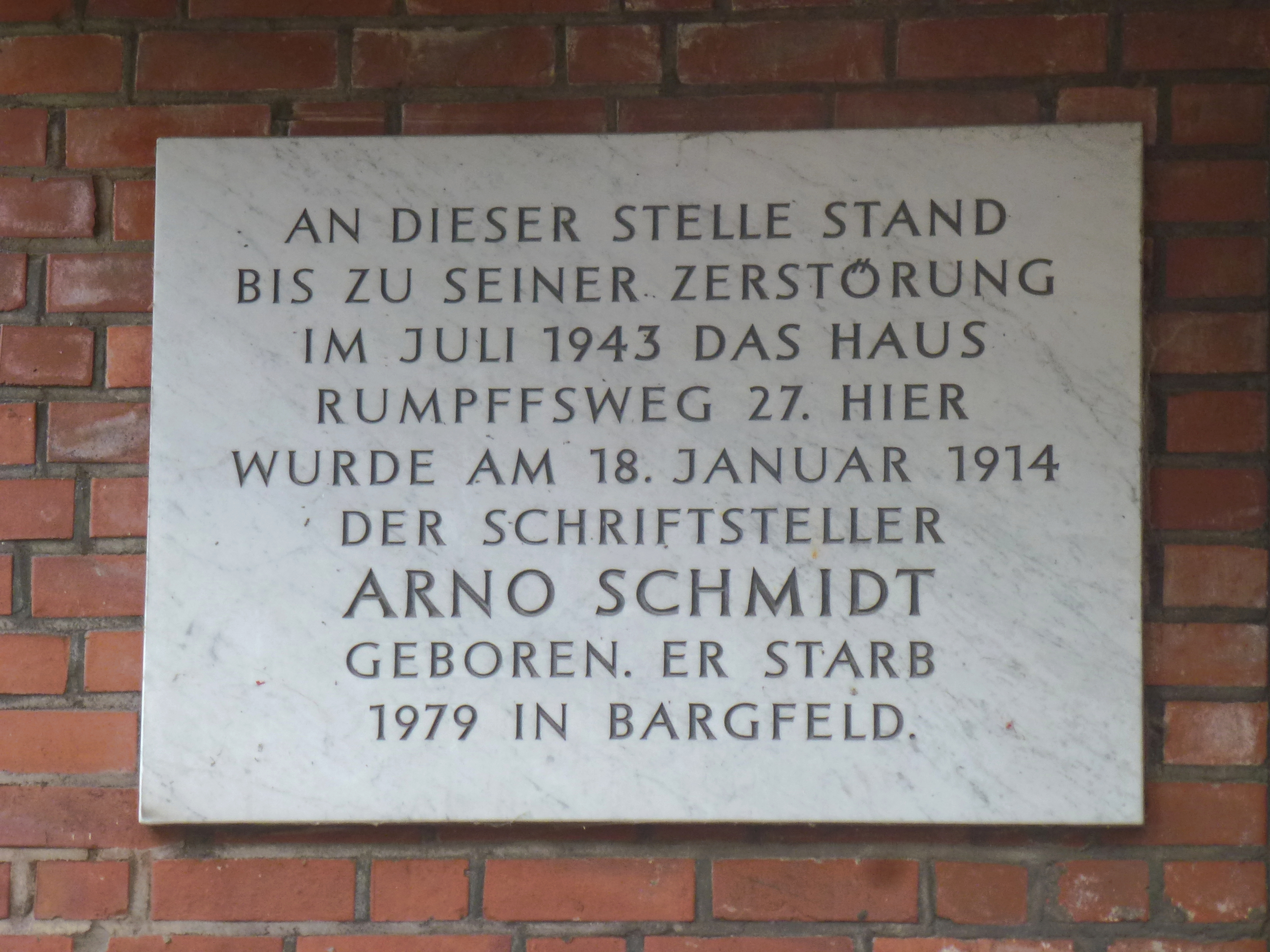
Gedenktafel für Arno Schmidt in Hamburg-Hamm

Arno Schmidt wurde am 18. Januar 1914 in Hamburg-Hamm geboren. Seine Eltern waren der Polizeibeamte Friedrich Otto Schmidt (1883–1928) und dessen Frau Clara Gertrud Schmidt, geb. Ehrentraut (1894–1973). Beide Eltern stammten aus Lauban in Niederschlesien, wo sie im März 1912 geheiratet hatten, ein Jahr nach der Geburt ihres ersten Kindes Lucie. Otto Schmidt war von 1904 bis 1912 Soldat gewesen und hatte seinen Dienst von 1907 bis 1909 beim Ostasiatischen Detachement in Kiautschou abgeleistet. Seit 1912 arbeitete er im hamburgischen Polizeidienst. Arno Schmidt empfand die Verhältnisse in der Zweizimmerwohnung als beengt; später beklagte er sich darüber, die Familie habe „jahraus-jahrein, nur in der Küche“ gehaust, weil die „gute Stube“ geschont wurde. In Hamm besuchte Schmidt von 1920 bis 1924 die Volksschule Pröbenweg und anschließend bis 1928 die Realschule Brekelbaumspark (beide im Krieg zerstört).
Nachdem Otto Schmidt am 8. September 1928 einem Herzleiden erlegen war, stellte seine Witwe laut einem Brief Alice Schmidts aus dem Jahr 1973 fest, dass die Witwenpension höher war als das Geld, das ihr Mann ihr zu seinen Lebzeiten hatte zukommen lassen. Allem Anschein nach hatte er sie betrogen und sein Gehalt nur zu einem kleinen Teil nach Hause gebracht. Clara Schmidt zog mit ihren beiden Kindern zurück ins elterliche Haus nach Lauban. Um die Pensionsberechtigung nicht zu verlieren, verheiratete sie sich nicht neu, hatte aber sexuelle Affären. Mit dem üblen Ruf, den ihr das eintrug, wurde auch der junge Arno Schmidt konfrontiert. Auf einer Postkarte an die Mutter schrieb er 1949: „Du hast […] meine Jugend in L[auban] zur Hölle gemacht […]: wenn ich mit der Bahn nach G[örlitz] zur Schule fuhr, riefen sie mir laut, daß Alle es hören konnten, ‚Hurenjunge’ zu!“ Die Oberrealschule in Görlitz schloss er im März 1933 mit dem Abitur ab. Seine schulischen Leistungen waren recht gut; zuweilen fiel er durch seine ungewöhnliche Belesenheit und Kenntnisse insbesondere der Religions- und der Alten Geschichte auf. Schmidts literarische Ambitionen werden nicht nur in den zu dieser Zeit begonnenen Gedichten, sondern auch im Briefwechsel mit seinem Freund Heinz Jerofsky erkennbar.
Nach dem Abitur, zu dem er als Berufswunsch „Bankbeamter“ angegeben hatte, besuchte er für einige Monate die Höhere Handelsschule in Görlitz, wo er Stenographie lernte. In der immer noch anhaltenden Weltwirtschaftskrise war Schmidt von September 1933 bis Januar 1934 arbeitslos. Auf einer Postkarte berichtet er im November 1933 seinem Freund Heinz Jerofsky, wie er sich nach sieben erfolglosen Versuchen, eine Stelle zu finden, bei der SS beworben habe; er sei aber wegen seiner Kurzsichtigkeit nicht genommen worden. Jerofsky vermutete, diese Begebenheit sei eine Erfindung Schmidts. Dass er ein Studium der Astronomie an der Universität Breslau begonnen hätte, wie er es 1950 in einer biographischen Skizze für den Rowohlt Verlag behauptete, entspricht nicht den Tatsachen. Im selben Jahr 1933 wanderte seine Schwester Lucie mit ihrem Mann Rudy Kiesler, der Kommunist und jüdischer Abstammung war, zunächst nach Prag aus, 1939 flohen sie weiter in die Vereinigten Staaten.

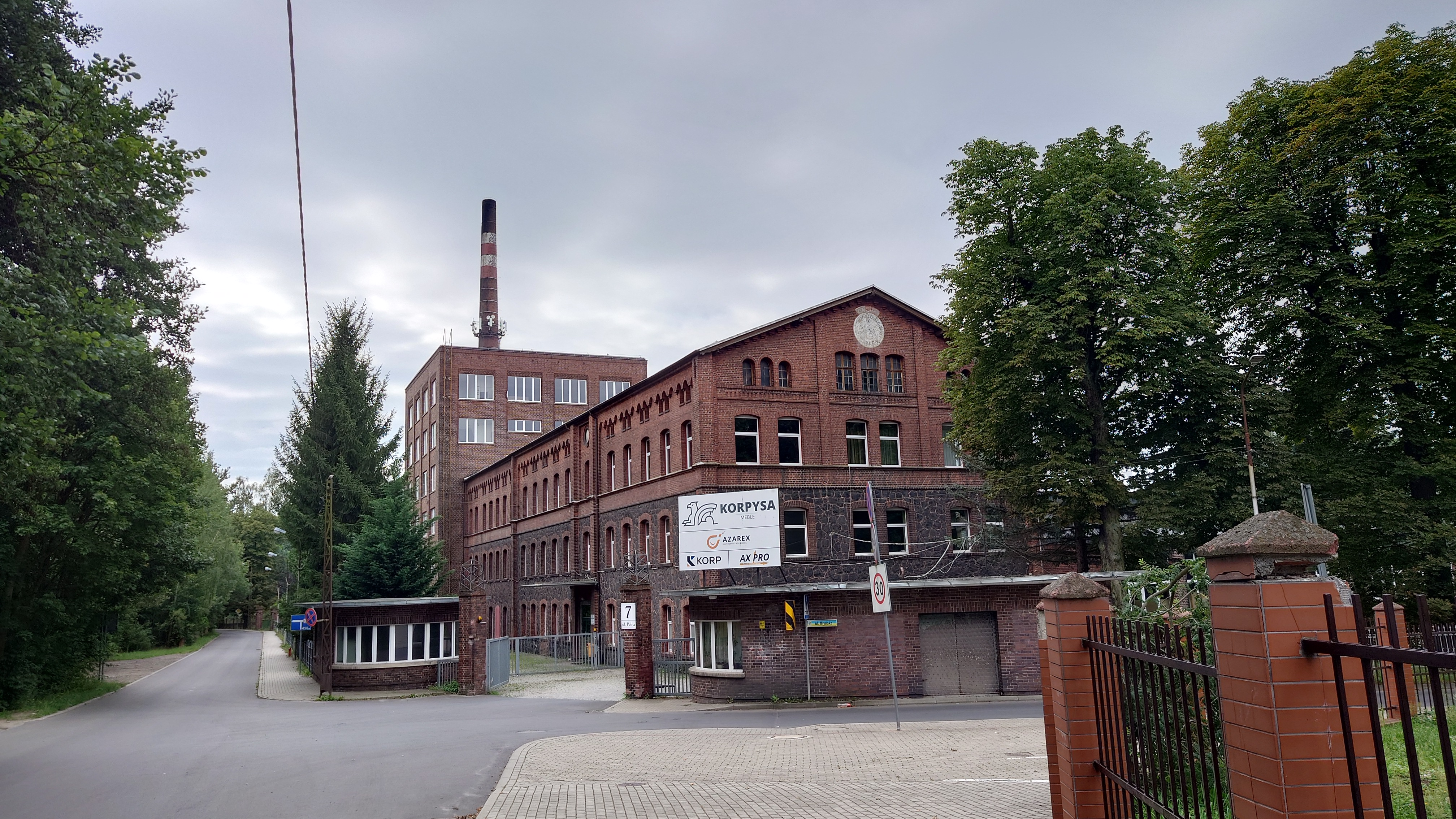
Die Gebäude der ehemaligen Greiff-Werke in Gryfów Śląski (Greiffenberg), Aufnahme 2024

Am 24. Januar 1934 konnte Schmidt schließlich eine kaufmännische Lehre bei den Greiff-Werken in Greiffenberg antreten, einer bedeutenden Textilfabrik. Er wurde nach Abschluss der Lehre im Januar 1937 übernommen und arbeitete fortan als grafischer Lagerbuchhalter in der „Tabelle“, das heißt, ihm oblag es, Auftragseingänge und Produktionsausstoß in Listen einzutragen und die Ergebnisse in Schaubildern auf Millimeterpapier zu veranschaulichen. Die meist schematisch-stumpfsinnige Arbeit fiel ihm aufgrund seiner Rechenbegabung leicht. Den meisten Kollegen stand er distanziert gegenüber. Sein damaliger Vorgesetzter Johannes Schmidt erinnert sich an Schmidts Bonmot: „Uns allen wird einmal die Hölle leicht werden, denn wir haben bei Greiff gearbeitet.“ In den Greiff-Werken lernte Schmidt die zwei Jahre jüngere Alice Murawski kennen, die er am 21. August 1937 heiratete. Das Verhältnis der Eheleute war ähnlich patriarchalisch angelegt wie das von Schmidts Eltern. In einem Brief an Jerofsky beschrieb es Schmidt als „eine ganz ideale vertikale Liebe (meine Spezialität! Leider!)“. Schmidt verbot seiner Frau eine Fortsetzung ihrer Berufstätigkeit, obwohl diese gerne weiterarbeiten wollte. Stattdessen verlangte er von ihr, dass sie sich neben der Hausarbeit zu einer Gehilfin und Sekretärin für die von ihm geplanten literarischen Arbeiten heranbildete. Das Ehepaar, das kinderlos blieb, wohnte zunächst im Hause Clara Schmidts, 1938 zogen die Eheleute in eine Zweizimmerwohnung in der Werkssiedlung der Greiff-Werke in Greiffenberg. Neben der Arbeit in der Textilfabrik befasste sich Schmidt mit dem Anlegen sieben- und zehnstelliger Logarithmentafeln. Diese Arbeit beschäftigte ihn bis 1945; er fand in der Nachkriegszeit aber keinen Verleger dafür. Außerdem verfasste er Gedichte sowie eine Fragment gebliebene, erste Erzählung (Die Insel). Ins Jahr 1938 fällt auch Schmidts Auslandsreise nach England, wo er in London nicht nur Antiquariate besuchte, sondern auch das Grab Charles Dickens’, über den er später einen Radio-Essay verfasste. Das Geld für die Reise stammte von Clara Schmidt, die 1938 ihr Laubaner Haus verkauft hatte und nach Quedlinburg gezogen war.
1940 wurde Schmidt von der Wehrmacht zur leichten Artillerie nach Hirschberg einberufen, es folgte 1941 eine Garnisonszeit in Hagenau im Elsass und schließlich von 1942 bis 1945 der Einsatz im norwegischen Romsdalsfjord, den er zumeist in einer Schreibstube mit der Berechnung von Schusstabellen verbrachte. In diesen Jahren entstanden die erst posthum veröffentlichten Dichtergespräche im Elysium sowie weitere Erzählungen, die zusammen 1988 als Juvenilia veröffentlicht wurden (Bargfelder Ausgabe I/4). 1945 meldete sich Schmidt freiwillig an die Front, um noch einmal Urlaub zu bekommen, in dem er die Flucht seiner Frau vor der anrückenden Roten Armee nach Westen organisierte. Dabei ging ein Großteil seiner Bibliothek verloren, darunter ein wertvolles Autograph E. T. A. Hoffmanns. Nach kurzem Kampfeinsatz in Niedersachsen war Schmidt vom 16. April bis zum 29. Dezember 1945 in britischer Kriegsgefangenschaft in der Nähe von Brüssel. Als Kriegsgefangener und in der Folge noch bis Anfang der 1950er Jahre gab er sein Geburtsjahr fälschlich mit 1910 an, wohl um der schweren Zwangsarbeit zu entgehen, zu der alle Kriegsgefangenen unter dreißig eingeteilt wurden, und um eine erneute Einberufung zu verhindern.

### Die Umsiedler: 1945–1958

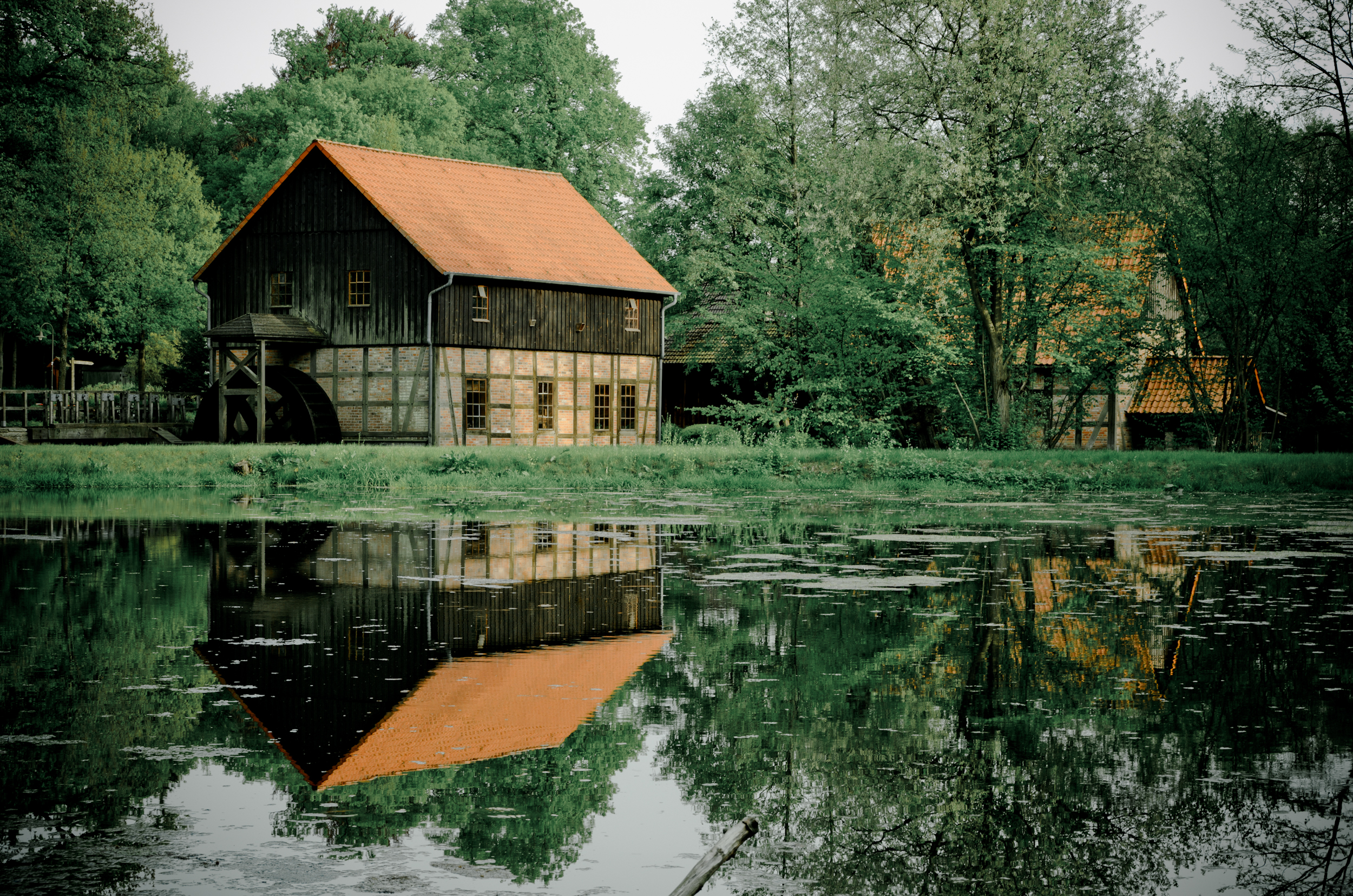
Die Cordinger Mühle mit dem Müllerhaus

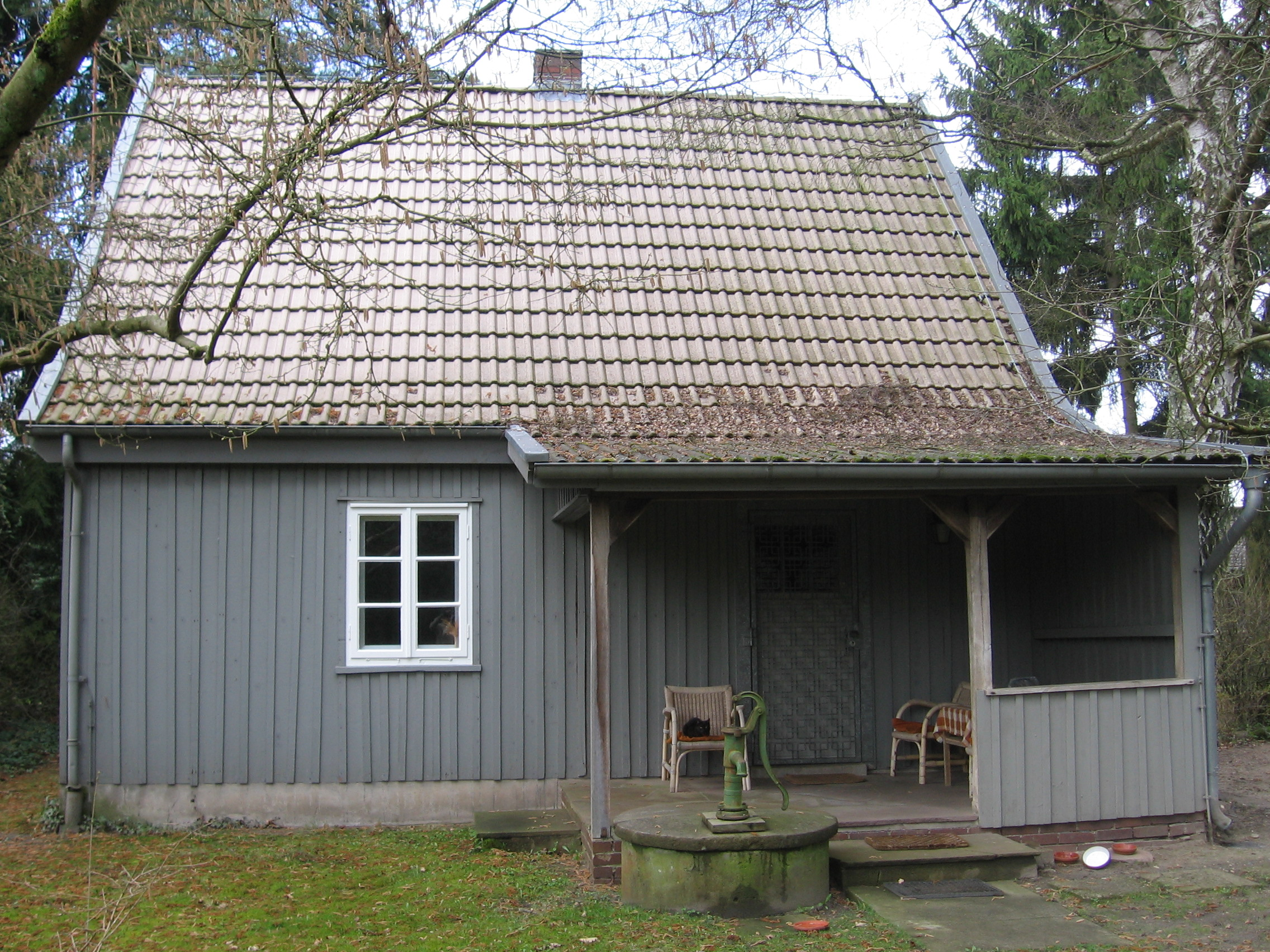
Wohnhaus der Schmidts in Bargfeld.

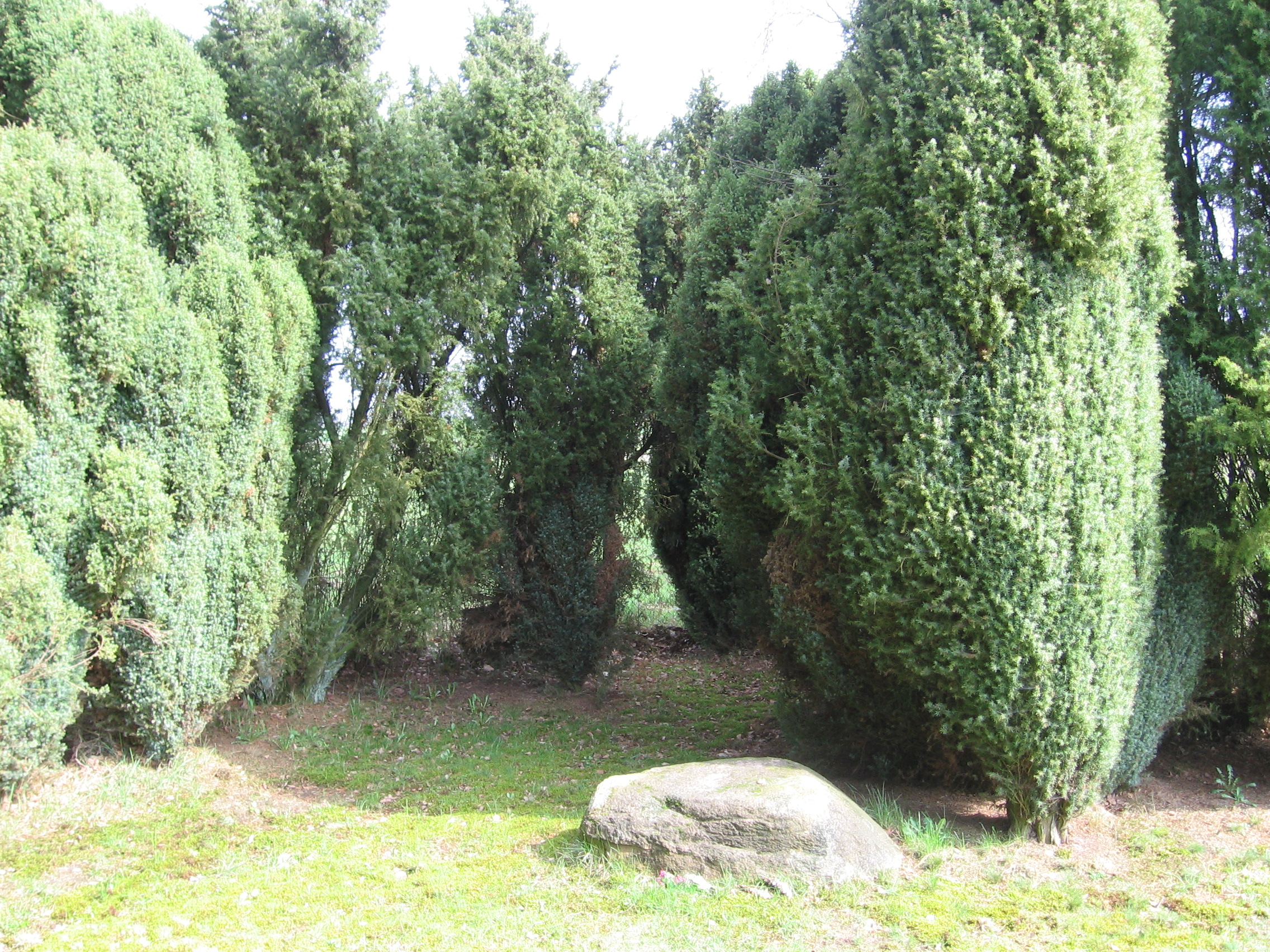
Grab Schmidts in seinem Garten in Bargfeld.

Ende 1945 wurde Schmidt nach Cordingen, einem kleinen Dorf in der Lüneburger Heide, entlassen. Dort wohnte er mit seiner Frau in einem kärglich eingerichteten Zimmer im Mühlenhof der Cordinger Mühle. In Schwarze Spiegel beschreibt Schmidt seine damalige Wohnung, in die er den Ich-Erzähler einbrechen lässt:

„diesmal kam ich von hinten in den Mühlenhof; […] : armselige Einrichtung : ein Bett mit Bretterboden, ohne Kissen und Federbetten, bloß 5 Decken. Ein zerwetzter Schreibtisch, darauf zwanzig zusammengelaufene Bücher in Wellpappkartons als Regälchen; ein zersprungener winziger Herd (na, der hat das große nasse Loch auch nicht erheizen können !) […]. Papier in den Schüben; Manuskripte; ‚Massenbach kämpft um Europa‘; ‚Das Haus in der Holetschkagasse‘; ergo ein literarischer Hungerleider, Schmidt hatte er sich geschimpft.“

Schmidt arbeitete zunächst als Dolmetscher in der Hilfspolizeischule in Benefeld. Nach deren Auflösung Ende 1946 entschloss er sich, fortan als freier Schriftsteller zu leben. Die folgenden Jahre waren – wie für einen großen Teil der deutschen Bevölkerung – von einer Armut bestimmt, die in sein Werk Eingang fand, v. a. in die in Cordingen entstandene Erzählung Brand’s Haide. Ohne die CARE-Pakete seiner in Amerika lebenden Schwester wäre er, so schrieb er in einer Widmung, „längst verhungert“. Noch 20 Jahre später beklagte er: „Wir hatten ja nicht einmal SchreiPapier in jenen Jahren, dicht nach ’45; mein ‹Leviathan› ist auf TelegramFormulare notiert“. 1946 schrieb Schmidt die Erzählungen Leviathan und Enthymesis, 1948 Gadir, die der Rowohlt Verlag 1948 zur Veröffentlichung annahm. Zum Vertragsabschluss fuhren die Schmidts, die sich eine Zugfahrt nicht leisten konnten, mit dem Tandem nach Hamburg, ca. 100 km. Auch der Vertrag mit dem Rowohlt Verlag, der selbst in finanziellen Schwierigkeiten steckte, und die Veröffentlichung des Erstlings Leviathan 1949 konnten Schmidts finanzielle Notlage aber nicht beenden. Sie wurde durch Mietstreitigkeiten noch verschärft.
1950 wurde ihm – gemeinsam mit vier Kollegen – der Große Akademie-Preis für Literatur der Mainzer Akademie zuerkannt, den er aus den Händen seines Vorbilds Alfred Döblin entgegennehmen konnte. Das Preisgeld von 2000 DM sorgte vorübergehend für eine finanzielle Entspannung. Derweil wurden die Schmidts nach Gau-Bickelheim bei Mainz, d. h. in die französische Besatzungszone, umgesiedelt, eine Erfahrung, die Schmidt später in Die Umsiedler (1953) gestaltete. Hier entstand die Erzählung Schwarze Spiegel. Schon 1951 zog das Paar dann nach Kastel an der Saar um. Hans Werner Richter, Martin Walser, Alfred Andersch und Schmidts zeitweiliger Verleger Heinrich Maria Ledig-Rowohlt drängten Schmidt 1949 und 1953, sich an den Tagungen der Gruppe 47 zu beteiligen, doch der lehnte auch ab, als Ledig-Rowohlt andeutete, er könne den Preis der Gruppe erhalten: „Ich eigne mich nicht als Mannequin; lassen Se man […] Ich nähre mich lieber redlich und still vom Übersetzen als von literarischer 175erei“.

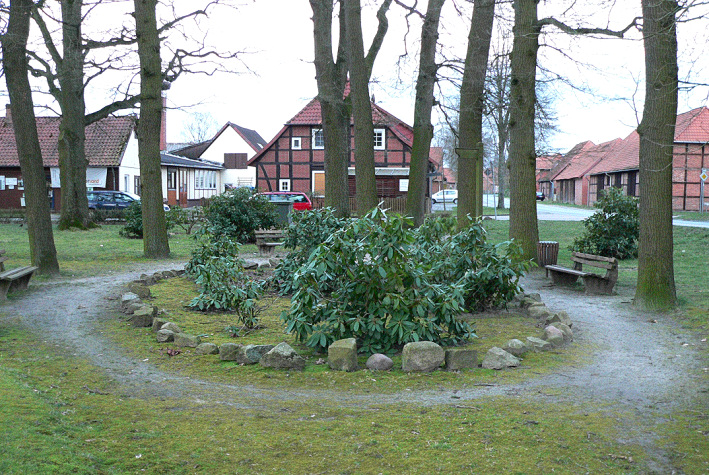
Arno-Schmidt-Hain in Ahlden (Aller)

Im Rahmen der wiederaufgenommenen Fouqué-Studien reiste er 1954 zusammen mit seiner Frau für wenige Tage über Ahlden nach Ost-Berlin. Beobachtungen dieser Reise, die seine Frau in ihr Tagebuch notierte, verarbeitete Schmidt in seinem Roman Das steinerne Herz. Alice Schmidts Tagebücher aus der Mitte der 1950er Jahre, deren literarische Qualitäten erst spät entdeckt wurden, wurden von Susanne Fischer ediert.
Als Schmidt 1955 nach Erscheinen seiner sprachlich freizügigen Seelandschaft mit Pocahontas wegen Gotteslästerung und Verbreitung unzüchtiger Schriften angezeigt wurde, zog er – mit tatkräftiger Unterstützung des Malers Eberhard Schlotter – aus dem katholischen Kastel ins protestantische Darmstadt, wo das Verfahren gegen ihn im folgenden Jahr wie erhofft eingestellt wurde. In der Großstadt Darmstadt vermisste Schmidt jedoch die Einsamkeit, die er zum Arbeiten brauchte (Weiteres dazu: Die Künstlerkolonie als Fliegenglas):

„Jegliche Berührung mit Anderen setzt erfahrungsgemäß meine Leistung herab und stört mich auf Tage hinaus – mein letzter Versuch in dieser Beziehung, meine ‹drei Jahre Darmstadt›, haben mich endgültig darüber belehrt.“

Eine Auswanderung nach Irland, bei deren Vorbereitung ihm Heinrich Böll behilflich war, scheiterte daran, dass Schmidt kein mittelfristig gesichertes Einkommen nachweisen konnte. Schmidt orientierte sich daraufhin in Richtung norddeutsche Tiefebene. Im Zusammenhang mit seinem Romanprojekt Lilienthal oder die Astronomen, das in der gleichnamigen Gemeinde im Landkreis Osterholz spielen sollte, strebte Schmidt eine Übersiedlung in den dortigen Ortsteil St. Jürgen an. Im Oktober 1957 bewarb er sich auf eine Stelle als Küster der dortigen evangelischen Kirchengemeinde, die ihm die dazugehörige Dienstwohnung verschafft hätte, und schrieb an den Pastor, er sei „nichts weniger als etwa ‹militanter Atheist›“ und nehme an, man werde „– anregende und interessante Reibereien nicht ausgeschlossen – durchaus miteinander auskommen.“ Pastor Schulz entschied sich aber für einen anderen Bewerber.

### Bargfeld: 1958–1979
Ende November 1958 zogen die Eheleute nach Bargfeld in Niedersachsen um, dem letzten Wohnort des Dichters. Diese Phase seines Lebens wird vom Germanisten Wolfgang Albrecht als „entfesselte Selbstentfaltung“ beschrieben: Nur selten verließ Schmidt Bargfeld zu Tagesausflügen oder wegen mehrtägiger Verwandtenbesuche; eine solche Ausnahme war die Fahrt im August 1962, als er zusammen mit seiner Frau abermals nach Ost-Berlin fuhr. Nach mehrjährigen Vorarbeiten veröffentlichte Schmidt 1970 sein Opus magnum Zettel’s Traum, der ihm Kultstatus einbrachte: Nach nur wenigen Monaten war die Erstausgabe – 2000 handsignierte Exemplare des acht Kilogramm schweren Faksimiles von Schmidts DIN A3-Typoskript – ausverkauft, Raubdrucke kursierten, in den Feuilletons der meisten Zeitungen erschienen Rezensionen des buchstäblich „größten und schwersten Buchs der deutschen Literaturgeschichte“. Zahlreiche Leser und Neugierige reisten nach Bargfeld in der Hoffnung, den Autor persönlich erleben zu können, woraufhin sich Schmidt nur noch weiter zurückzog. 1973 erhielt er den Goethepreis der Stadt Frankfurt am Main; die Dankesrede in der Paulskirche verlas seine Frau, da er aus gesundheitlichen Gründen nicht reisefähig war. Darin polemisierte er gegen die Kulturpolitik der DDR:

„Ein derart anmaßend geführter Arbeiter⸗ und Bauernkrieg gegen die Phantasie (…) kann eigentlich nur in einer ebenso fruchtbaren wie sterilen Gebrauchsliteratur enden. (Und daß die marxistisch beliebte Formulierung vom ‚schreibenden Arbeiter‘ imgrunde eine Diffamierung des BerufsSchriftstellers bedeutet – gleichsam wie wenn man derlei auch ohne lebenslange mühsame Ausbildung, so nach Feierabend nebenbei mit⸗ausüben könne – sei doch ausgesprochen.)“

Anschließend warf Schmidt den Bundesbürgern insgesamt Faulheit vor:

„Sei es noch so unzeitgemäß und unpopulär; aber ich weiß, als einzige Panacee, gegen Alles, immer nur ‚Die Arbeit‘ zu nennen; und was speziell das anbelangt, ist unser ganzes Volk, an der Spitze natürlich die Jugend, mitnichten überarbeitet, vielmehr typisch unterarbeitet: ich kann das Geschwafel von der ‚40⸗Stunden⸗Woche‘ einfach nicht mehr hören: meine Woche hat immer 100 Stunden gehabt.“

Arno Schmidt starb am 3. Juni 1979 im Krankenhaus Celle an den Folgen eines Gehirnschlags. Das Prosawerk Julia, oder die Gemälde blieb unvollendet.

### Weiteres
Arno Schmidt war nach 1945 mit Alfred Andersch, Wilhelm Michels, Eberhard Schlotter und Hans Wollschläger freundschaftlich verbunden. Er stand mit Max Bense in Kontakt, dem er in der Gelehrtenrepublik ein (literarisches) Reiterstandbild widmete.
Kurz vor seinem Tod fand er in Jan Philipp Reemtsma einen Mäzen, der ihn 1977 finanziell mit 350.000 DM, dem Betrag des Literatur-Nobelpreises, unterstützte und ihn dadurch von materiellen Sorgen befreite.
Seine Witwe Alice gründete 1981 mit Jan Philipp Reemtsma die Arno Schmidt Stiftung; sie starb 1983 in Bargfeld. Dave Winer, der „Vorvater des Bloggens“, ist ein Großneffe von Arno Schmidt.

## Literarisches Schaffen

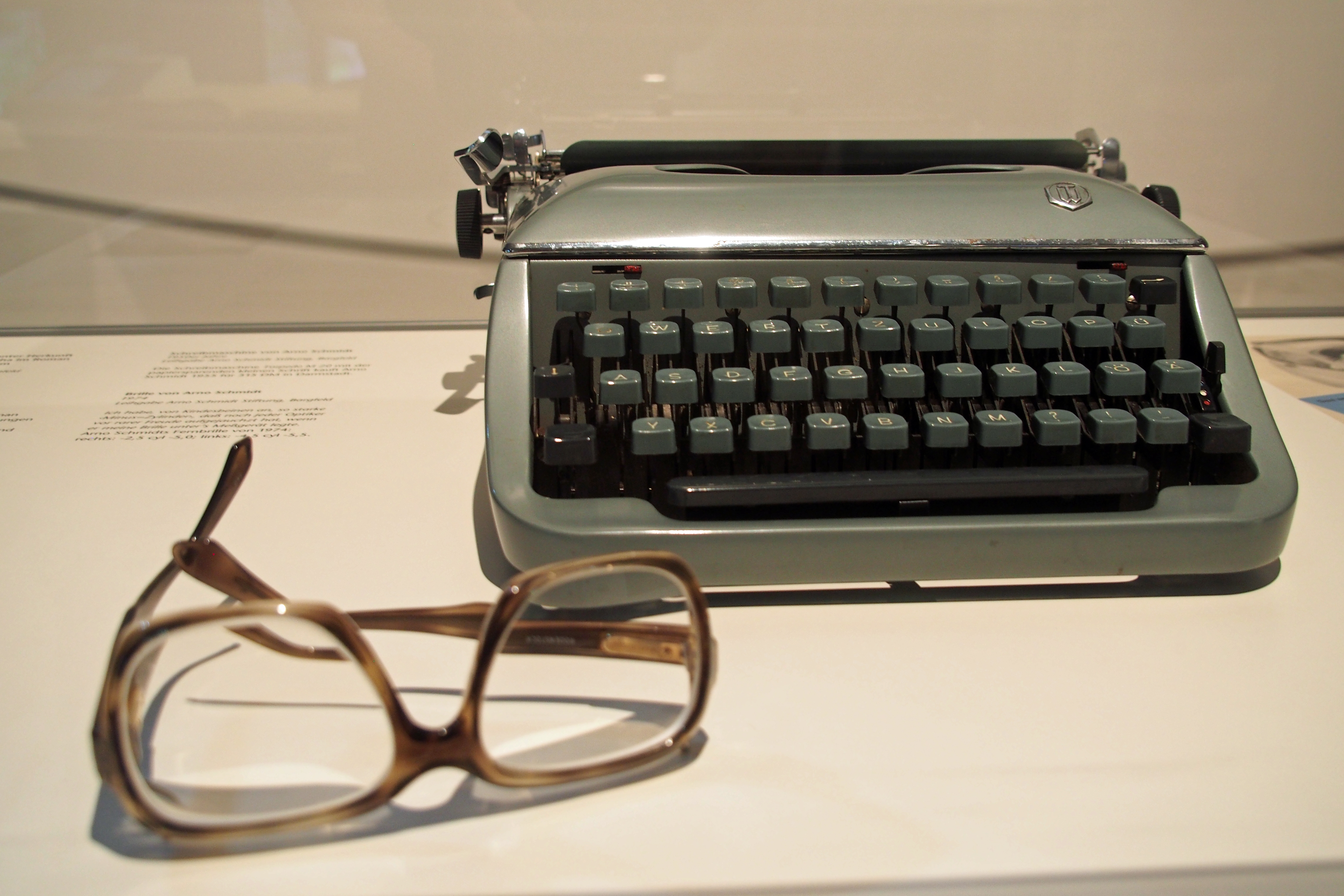
Schreibmaschine und Brille Arno Schmidts im Bomann-Museum, Celle

Arno Schmidt zählt zu den bedeutendsten Schriftstellern des deutschen Sprachraums nach dem Zweiten Weltkrieg. Bereits in seiner 1946 entstandenen Erzählung Leviathan zeigte er sich als ein radikal experimentierender Avantgardist von hoher sprachlicher Artistik, der bei der phonetisch genauen Abbildung der Alltagssprache auf Orthographie und Syntax keine Rücksicht nimmt. Diese Haltung verband er aber immer wieder mit traditionellem Erzählen, was seine besondere Stellung in der deutschsprachigen Literatur der zweiten Hälfte des 20. Jahrhunderts begründet.

### Ich-Erzähler
Im Mittelpunkt seines erzählenden Werks steht immer ein dominierender Ich-Erzähler, der seinem Autor in vielerlei Hinsicht ähnelt. Im Leviathan etwa verlässt der namenlose Protagonist vor der anrückenden Roten Armee Lauban am selben Tag wie sein Autor, in Brand’s Haide hat der Ich-Erzähler mit Schmidt sowohl den Namen gemeinsam als auch die Erfahrung einer britischen Kriegsgefangenschaft. Joachim Bomann in Seelandschaft mit Pocahontas ist wie Schmidt Schriftsteller, und wie Schmidt lebt er an der Saar. Walter Eggers im Steinernen Herzen ist wie Schmidt Sohn eines Polizisten, Karl Richter in KAFF auch Mare Crisium ist wie vormals Schmidt Lagerbuchhalter von Beruf und lebt wie er in der Lüneburger Heide; dort lebt auch Daniel Pagenstecher in Zettel’s Traum, der wie sein Autor Schriftsteller, Experte für Edgar Allan Poe und Erfinder der Etym-Theorie ist. Einzige Ausnahme ist Georg Düsterhenn in Caliban über Setebos, der wie Schmidt zwar Schriftsteller, aber anders als er ein „opportunistischer Trivialschreiber“ ist. Allen Protagonisten gemeinsam sind schließlich die Meinungen und Vorlieben Schmidts: Sie sind Büchermenschen, die allein in der Literatur leben; sie verachten die Restauration der Adenauer-Jahre und sind entschiedene Atheisten.

### Prosaformen
Schmidt entwickelte für seine erzählenden Texte neue Prosaformen, mit denen er Bewusstseinsvorgänge realistischer nachbilden wollte als das die überlieferten Formen Roman, Novelle oder Dialog vermöchten. Seine frühen Werke sind mehrheitlich in der sogenannten „Raster-“ oder „PointillierTechnik“ verfasst, die Schmidt in seinen „Berechnungen 1“ erläutert. Die Handlung und die Monologe des Ich-Erzählers werden nicht in einem Kontinuum, sondern in kurzen und kürzesten Prosasplittern präsentiert, die im Layout durch Absätze mit hängendem Einzug und mit kursiv gedrucktem Anfang gekennzeichnet sind. Das, was zwischen diesen Fragmenten passiert oder gedacht wird, muss der Leser sich bei dieser stark elliptischen Erzählweise selbst zurechtkonstruieren. Mit dieser Form wollte Schmidt seiner These Anschaulichkeit verleihen, dass die menschliche Wahrnehmung und Erinnerung selbst ebenfalls stark fragmentiert ablaufe: Dieses „musivische Dasein“ des Menschen lässt er den Protagonisten des Romans gleich auf der ersten Seite des 1953 erschienenen Fauns formulieren:
„Mein Leben ? ! : ist kein Kontinuum! (nicht bloß Tag und Nacht in weiß und schwarze Stücke zerbrochen ! Denn auch am Tage ist bei mir der ein Anderer, der zur Bahn geht; im Amt sitzt; büchert; durch Haine stelzt; begattet; schwatzt; schreibt; Tausendsdenker; auseinanderfallender Fächer; der rennt; raucht; kotet; radiohört; 'Herr Landrat' sagt: that’s me!) ein Tablett voll glitzender snapshots.“ (Arno Schmidt: )
Ob es sich bei diesen Reflexionen des Ich-Erzählers, die den Text über weite Strecken ausmachen, um Innere Monologe handelt, ist in der Literaturwissenschaft umstritten. Schmidt selber schätzte diese Bezeichnung nicht. Die Germanistin Maren Jäger verweist darauf, dass bei Schmidt, anders als etwa im Ulysses von James Joyce, stets die Mittlerfigur eines Erzählers präsent ist, die in der 1. Person Singular und in der Vergangenheitsform über ihre damaligen Gedanken, Erinnerungen und Wahrnehmungen berichtet. Andere wie der Germanist Peter Risthaus sehen im inneren Monolog dagegen ein zentrales Element der schmidtschen Poetik.
Eine andere Erzählform verwendete Schmidt für Seelandschaft mit Pocahontas und Die Umsiedler: das „Fotoalbum“. Da jede Erinnerung mit einem optisch kodierten Schlaglicht beginne, eben dem „Foto“, dem dann erst weitere, „kleinbruchstückige“ Erinnerungen in Textform folgten, beginnt jedes der Kapitel mit einem typographisch abgesetzten, eingerahmten kurzen Text, der in einem Schlaglicht visuelle, zum Teil auch akustische Erinnerung präsentiert. Im Anschluss wird das eigentliche Kapitel erzählt, wenn auch wieder diskontinuierlich, abgehackt in Gestalt eines inneren Monologs oder von knappen Dialogen.
Eine dritte Prosaform ist das „längere Gedankenspiel“. Schmidt ging dabei von der Beobachtung aus, dass „bei jedem Menschen die objektive Realität ständig von Gedankenspielen überlagert ist“. Man sei mit seinen Gedanken eigentlich ständig irgendwo anders. Bei Menschen in schwierigen Lebenssituationen – Schmidt sprach vom Typus des „Gefesselten“ – steigerten sich diese Tagträumereien zum Eskapismus eines längeren Gedankenspiels: Statt in ihrer schmerzlichen Realität lebten sie in Phantasien, in denen sie sich als erfolgreich, heldenhaft, sexuell erfüllt usw. imaginierten. Um dieses Bewusstseinsphänomen literarisch abzubilden, schlug Schmidt vor, einen Romantext in zwei Spalten zu layouten. In der einen Spalte wird die objektive Realität des Protagonisten geschildert, was er sieht, hört oder sagt, in der zweiten seine Phantasie, eben das längere Gedankenspiel. Als Beispiel für diese Form legte Schmidt 1960 KAFF auch Mare Crisium vor, dessen eine Spalte in der realen Welt des Heidedorfs Giffendorf des Jahres 1959 spielt, die andere schildert eine Science-Fiction-Geschichte, die 1980 auf dem Mond spielt und die der Protagonist Karl Richter seiner Freundin erzählt.
Eine vierte Erzählform, die Schmidt in Berechnungen II ankündigt, aber nicht ausbaut, ist der Traum. Nach Ansicht des Literaturwissenschaftlers Ralf Georg Czapla wird diese Prosaform in den Erzählungen des Bandes Kühe in Halbtrauer durchgespielt.

### Etym-Theorie

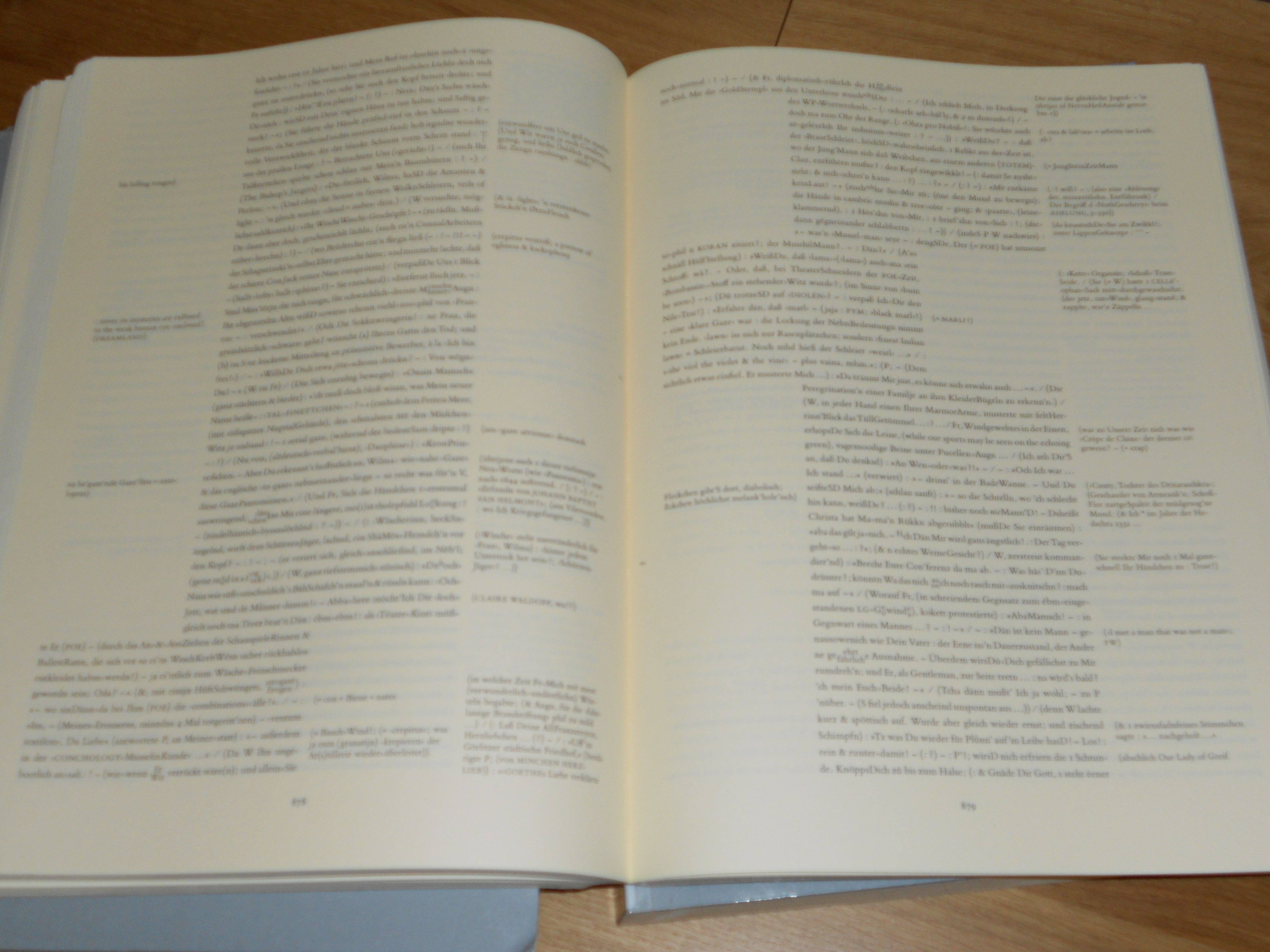
Satzspiegel von Zettel’s Traum, Taschenbuchausgabe, Suhrkamp Verlag 2010

Seit etwa 1960 beschäftigte er sich intensiv mit der Psychoanalyse Sigmund Freuds, die er auf die Literatur anwandte. Danach drückt sich das Unbewusste nicht nur in Bildsymbolik aus, sondern auch sprachlich in einem „eigenen Schalks⸗Esperanto“ aus Amphibolien, Wortspielen, Assonanzen usw., um neben der manifesten Bedeutungsebene zugleich – meist sexuelle – Nebenbedeutungen auszudrücken. Wörter mit dieser Funktion wie zum Beispiel das englische whole – „ganz“, das denselben Lautwert hat wie das auch sexuell zu verstehende hole – „Loch“ nannte er „Etym“. Auf der Grundlage dieser Theorie kam Schmidt bei seiner Analyse der Werke Karl Mays (Sitara und der Weg dorthin, 1963) zu dem Ergebnis, der Schöpfer des Winnetou sei latent homosexuell gewesen.
Doch auch auf das eigene Schaffen wandte Schmidt die Etym-Theorie an: Er behauptete, Schriftsteller in höherem Alter könnten zu dieser Sprache des Unbewussten Zugang erlangen und sie gestalten, weil das Über-Ich geschwächt sei – das Es könne wegen der einsetzenden Impotenz seine Triebansprüche ja ohnehin nicht mehr umsetzen. Aus dieser Konstellation ergebe sich eine zusätzliche vierte Instanz seelischen Geschehens: den genialen Schriftsteller, der über die Etyms die Sprache des Unbewussten beherrsche und der Reflexion des Ichs zugänglich mache. Diesen Gedanken erläuterte und veranschaulichte Schmidt in seinem Monumentalwerk Zettel’s Traum, wo er die bereits zuvor erprobte Mehrspaltigkeit des Textes noch ausbaute: Nun gibt es drei Spalten, von denen die mittlere das reale Tun, Erleben und Reden der Figuren des Romans darstellt, die linke Zitate aus den Werken Edgar Allan Poes bietet, die die Figuren des Romanes gerade im Kopf haben, und die rechte die Etyms, das heißt die persönlichen Einfälle, Assoziationen und Gedankenspiele des Protagonisten Pagenstecher. Dieses Schriftbild ließ sich mit den damaligen technischen Mitteln nicht mehr satztechnisch realisieren, weshalb der Roman als photomechanische Kopie der 1330 DIN-A3-Seiten des Typoskripts veröffentlicht wurde. Erst 2010 brachte der Suhrkamp Verlag eine gesetzte Ausgabe auf den Markt. Den Satz hatte in mehrjähriger Arbeit Friedrich Forssman erstellt.

### Übersetzungen
Schmidt übersetzte zahlreiche Werke aus dem Englischen: zunächst Romane zeitgenössischer Autoren (Hammond Innes, Peter Fleming, Neil Paterson, Hans Ruesch) im Auftrag verschiedener Verlage, dann Schriften von Stanislaus Joyce und schließlich Gedichte und Prosawerke von Edgar Allan Poe (zusammen mit Hans Wollschläger), einen Band mit frühen Erzählungen von William Faulkner sowie Romane von Wilkie Collins, Edward Bulwer-Lytton und James Fenimore Cooper. Die Übersetzung von Finnegans Wake von James Joyce blieb Fragment.

### Sonstiges
Schmidts Werke sind gesättigt von Alltagsdingen eines zeitgenössischen Durchschnittsbürgers der Bundesrepublik Deutschland. Seine Sprache orientiert sich dabei oft an Dialekten. Das Schriftbild wirkt auf den ersten Blick ungewöhnlich, da sich Schmidt vor allem in den späteren Werken nicht unbedingt an die Rechtschreibung des Duden hält, sondern eigene, an die Aussprache angelehnte Schreibweisen verwendet.
Schmidt war Kenner der Literatur des 18. und 19. Jahrhunderts, speziell des deutschsprachigen Raums. Entsprechend gibt es sehr viele Bezüge insbesondere zur deutschen und englischen Literatur, wobei z. B. für Abend mit Goldrand (1975) so entlegene Dichtungen wie die Martina des Hugo von Langenstein, ein Werk, das Ende des 13. Jahrhunderts entstand, handlungskonstituierend werden konnten.
Sein besonderes Interesse galt Autoren, die in ihrer literarischen Qualität verkannt und/oder vergessen waren. Seine vom Süddeutschen Rundfunk produzierten Radio-Essays waren in Dialogform gebrachte Plädoyers für die Neuedition zahlreicher „unerledigter Fälle“ in der Literaturgeschichte. Aufgrund dieser Anregungen entstand später die Reihe Haidnische Alterthümer.

## Rezeption
Arno Schmidts Werk hat in der Publizistik und Literaturwissenschaft lobende, teils rühmende Beachtung gefunden, aber auch Zweifel. So berichtet etwa Walter Jens in einem Feuilleton des Jahres 1950, er habe Schmidts Schreibstil zunächst für „Blödsinn“ gehalten und sich darüber geärgert, dann aber Entzücken über Schmidts Bilder, seinen Snobismus und lebendigen Expressionismus empfunden. Karl Heinz Bohrer nannte Schmidt 1973 Realist und Phantast in einem und lobte seinen Humor. Auch in seinen Nachrufen wurde dieser Humor, die Schmidts Sprachstil inhärenten Wortspiele und Kalauer hervorgehoben. Der Schriftsteller Walter Kempowski nannte zudem die Jugendlichkeit und Frische in allem, was Schmidt schrieb, während Ludwig Harig seine entschieden demokratische Parteinahme hervorhob.
Dieter E. Zimmer hingegen berichtet in seiner Rezension von Zettel’s Traum, die im Mai 1970 in der Zeit erschien, von zwiespältigen Leseerfahrungen: „Es könnte schon sein, daß in Zettel’s Traum das literarische Meisterwerk des Jahrhunderts steckt; es könnte sein, daß es sich um eine Art Streichholz-Eiffelturm in Originalgröße handelt, von einem Hobby-Berserker um den Preis seines Lebens erstellt. Vielleicht auch beides.“
Wolf-Dieter Bach kritisierte 1971 vehement Schmidts Fixierung auf Karl Mays angebliche Analität und Homosexualität in Sitara und der Weg dorthin. Bach über Schmidt nach mehrfach deutlicher Kritik in seinem May-Essay Fluchtlandschaften: „… der witzige Mann hat die falsche Theorie.“ Auch Bachs Freund Oskar N. Sahlberg hielt Schmidts These von der Homosexualität Mays für verfehlt: „Was Arno Schmidt als Mays Homosexualität interpretiert, dürfte in diesem [von Sahlberg näher erläuterten] Narzißmus wurzeln.“
Oswald Wiener konstatierte 1979 eine „feststellbare überschätzung“ Schmidts. Ausschlaggebend für dieses Votum war die „biederkeit“ Schmidts und das in vielerlei „hinsichten rückwärtsgewandte werk dieses autors“, das sich auch im Stil niederschlage: „nun ist jedoch ZETTELS TRAUM […] in der einstellung zum wortgebrauch eine imitation von FINNEGANS WAKE, in der technik der erzählung eine imitation des ULYSSES, und in der vorgetragenen theorie ableger einer recht populär verstandenen psychoanalyse“, und er beklagte: „mehr und mehr nimmt Schmidt den platz in der öffentlichen meinung ein, der einer echten experimentellen literatur gebührte […]“
Ob Schmidt in seinen politischen Urteilen einer kritischen Prüfung standhält, ist umstritten. In seiner Verachtung der Masse und seiner Vergötterung seiner heimatlichen Landschaft ließen sich, so sein Kritiker Dieter Kuhn, auch immer Residuen konservativer, ja sogar völkischer und antidemokratischer Gedanken finden. Insbesondere Schmidts Dankesrede für den Goethepreis 1973 löste gerade unter Anhängern auf der linken Seite des politischen Spektrums Verstörung aus. Gerhard Zwerenz kommentierte in der Zeitschrift das da: „Schade um den Mann. Hier geht ein Begabter vor die Hunde, weil er seinen Gaben nichts mehr gibt. Deformiert durch sich selbst und die blasierte Überheblichkeit seiner selbsternannten Heide-Jünger. Hat er keine Ahnung von den desto massiver angekotzten Arbeitern, sind seine Kenntnisse von lebenden Literaten nicht exklusiver. Der Dichter solle auch nicht mit dem Dichter gehen, meint er, man störe einander nur. Mag sein. Wer sich so ungescheut Dichter heißt, hat seinen ehrlichen § 51 ehrlich verdient.“ (Gerhard Zwerenz: )
Wiederholt wurde festgestellt, dass Schmidts Protagonisten überraschungsarm immer den gleichen Typus mit immer denselben Meinungen, Abneigungen und Vorlieben und immer demselben starken Selbstbewusstsein verkörpern, ob sie nun Heinrich Düring heißen, Walter Eggers oder Charles Henry Winer. Hierin sieht der Germanist Wilfried Barner aber keinen Nachteil: Gerade diese Typik sei für Schmidt die Voraussetzung gewesen, in seinem Erzählen die deutsche Gesellschaft prismatisch zu spiegeln.
Martin Henkel veröffentlichte 1992 eine Polemik gegen Schmidt, in der er ihm die umfassende Bildung absprach, die ihm von seinen Anhängern zugesprochen werde. Der Spiegel schrieb zu der Studie, Henkel enttarne den „angeblich universal gebildeten“ Schmidt als „intellektuellen Schaumschläger“. Auf die Polemik gab es zahlreiche Erwiderungen. Klaus Theweleit schreibt, Henkel selber falle herein auf Schmidts „Gelehrtengetue“: „Er ist es, der glaubt, die Qualität einer Schreibkunst hinge ab vom Bildungsgrad. Wenn es aber ein Bildungspegel wäre, der die Attraktion der Schmidt-Zeilen ausmachte: dann wären wir hier längst verschwunden.“
Patrick Roth veranschaulicht im persönlichen Vorwort seines Auswahlbands zu den Übertragungen von Edgar Allan Poe die Kongenialität des Übersetzers Arno Schmidt. Dieser habe insgeheim mit Poe gewetteifert, ihn in der Evokation unheimlicher Effekte nicht selten übertroffen.
Das eigene erzählerische Werk Schmidts, das lange Zeit als unübersetzbar galt, erfährt seit den Übertragungen von John E. Woods ins Englische und Claude Riehl ins Französische zunehmend auch eine internationale Rezeption.
Schmidts Bargfelder Wohnhaus ist der Ausgangspunkt einer im Wandertagebuch „Landvermessung“ beschriebenen Reise von Gerhard Henschel und Gerhard Kromschröder. Der Schriftsteller und der Journalist und Fotograf beschreiben darin ihre Wanderung durch die Lüneburger Heide, die in Bargfeld beginnt und in Nartum, dem Wohnort Walter Kempowskis endet. Hierzu ließen sie sich von Kempowski inspirieren, der sagte: „Eine Tour, die in Bargfeld beginnt, sollte in Nartum enden“.

## Ehrungen und Gedenken

### Preise
- 1951: Großer Literaturpreis der Akademie der Wissenschaften und der Literatur in Mainz
- 1964: Fontane-Preis
- 1965: Große Ehrengabe für Literatur des Kulturkreises im Bundesverband der Deutschen Industrie
- 1973: Goethepreis der Stadt Frankfurt am Main

1971 wurde Schmidt vom damaligen Mitglied der Schwedischen Akademie, Lars Gyllensten, für den Nobelpreis für Literatur vorgeschlagen, 1972 vom Nobelkomitee.

### Ausstellungen
- 2003: Vestibül Rathaus Nienburg, Heinrich-Albert-Oppermann-Gesellschaft: Ausstellung Leben & Werk Arno Schmidts. Juni 2003.[70]
- 2006: Schiller-Nationalmuseum in Marbach am Neckar: Eine Ausstellung der Arno Schmidt Stiftung, Bargfeld: Arno Schmidt? – Allerdings! 30. März bis 27. August 2006.[71]
- 2012: Zentralbibliothek der Hamburger Öffentlichen Bücherhallen: Ausstellung Arno Schmidt in Hamburg – eine Kindheit und Jugend. 27. September bis 17. November 2012.[72]
- 2013: Landesmuseum für Kunst und Kulturgeschichte Oldenburg, Schloss: Arno Schmidt. Fotografien. 13. April bis 14. Juli 2013.[73]
- 2014: Bomann-Museum Celle: Arno Schmidt 100. Eine Ausstellung mit Manuskripten, Zettelkästen und Fotoaufnahmen. 4. Mai bis 12. Oktober 2014.[74]
- 2014: Bargfeld: Arno Schmidt – 2200 Fotografien. 4. Mai bis 12. Oktober 2014.[75]
- 2014: Universitätsbibliothek der Freien Universität Berlin. Arno Schmidt zum 100. Geburtstag. 17. Januar bis 25. April 2014.[76]
- 2014: Altonaer Museum, Hamburg: Arno Schmidt – Der Schriftsteller als Landschaftsfotograf. 26. Februar bis 14. September 2014.[77] (Katalog: ISBN 978-3-7757-3149-2.)
- 2014: Bomann-Museum Celle: Eberhard Schlotter – Arno Schmidt: Eine Künstlerfreundschaft. 23. März bis 14. September 2014.[78]
- 2015/2016: Akademie der Künste (Berlin): Arno Schmidt. Eine Ausstellung in 100 Stationen. 23. September 2015 bis 10. Januar 2016.[79]
- 2024: Staatliches Textil- und Industriemuseum Augsburg: Kleider. Geschichten. Der textile Nachlass von Arno und Alice Schmidt. 22. März bis 13. Oktober 2024. Unterstützt von Bomann-Museum.[80] (Katalog ISBN 978-3-9821727-4-3)

### Straßennamen

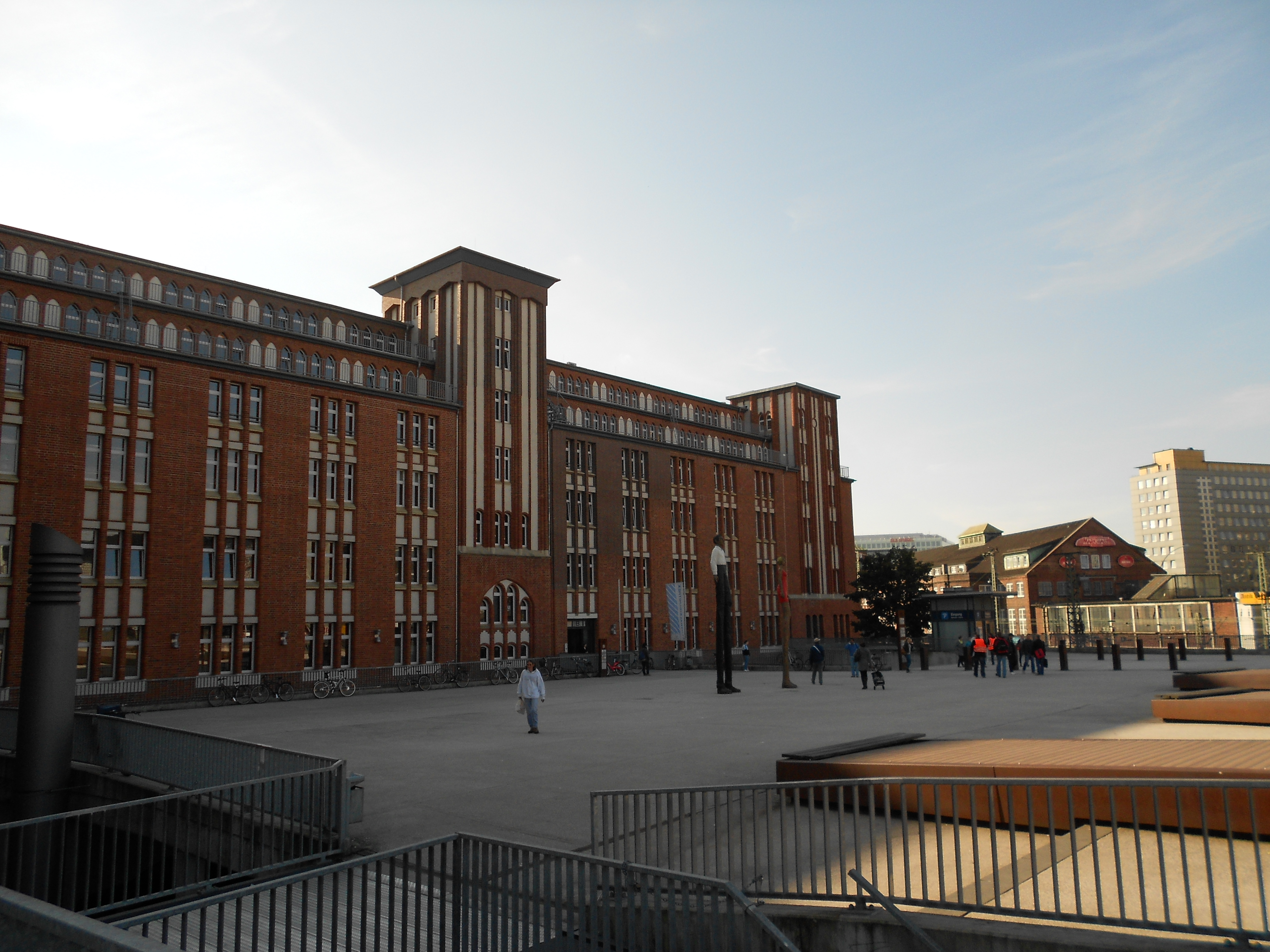
Der Arno-Schmidt-Platz in Hamburg mit Skulpturen von Stephan Balkenhol

2004 wurde durch einen Beschluss des Senates der Freien und Hansestadt Hamburg, der Platz vor der Zentralbibliothek der Hamburger Öffentlichen Bücherhallen Hühnerposten in Arno-Schmidt-Platz umbenannt. Auch Schmidts Sterbestadt Celle hat einen Arno-Schmidt-Platz. In Eschede gibt es einen Arno-Schmidt-Weg.
Weitere Arno-Schmidt-Straßen befinden sich in Eldingen, Lilienthal und Wildenfels.

### Sonstiges
Im Jahr 2004 wurde der 1981 entdeckte Hauptgürtel-Asteroid (12211) Arnoschmidt nach Arno Schmidt benannt. Das Blog des anonymen Bloggers Zettel, Zettels Raum, ist nach dem Hauptwerk von Arno Schmidt benannt.

## Werke
Eine komplette Werkliste mit allen Erst- und Neudrucken findet sich auf der Seite der Arno-Schmidt-Mailingliste.

### Nachlass
Der persönliche und der literarische Nachlass sind bis auf wenige Ausnahmen in Bargfeld erhalten; beide Teile des Nachlasses sowie Haus und Grundstück werden von der Arno Schmidt Stiftung betreut. In der angrenzenden (umgebauten) „Alten Schmiede“ befinden sich ein Arno-Schmidt-Museum und eine Forschungsstätte. Vorarbeiten zur Fouqué-Biographie werden im Deutschen Literaturarchiv Marbach aufbewahrt.

### Werke

#### Erzählungen, Romane und andere dichterische Arbeiten
- Dichtergespräche im Elysium; 1940 (handschriftlich); 1984 erstmals aus dem Nachlass herausgegeben
- Pharos oder von der Macht der Dichter; um 1944; in Abend mit Goldrand (1975) übernommen; aus dem Nachlass in Band I,4 der Bargfelder Ausgabe veröffentlicht
- Leviathan; Rowohlt 1949
  - Enthymesis oder W.I.E.H.
  - Gadir oder Erkenne dich selbst
  - Leviathan oder Die beste der Welten
- Arno Schmidts Wundertüte; aus dem Nachlass veröffentlicht 1989 (Eine Sammlung fiktiver Briefe aus den Jahren 1948/49) Haffmans Verlag, ISBN 3-251-80052-3
- Brand’s Haide. Zwei Erzählungen. Rowohlt 1951, enthält Brand’s Haide und Schwarze Spiegel
- Die Umsiedler – 2 Prosastudien; Frankfurter Verlagsanstalt 1953
  - Die Umsiedler
  - Alexander oder Was ist Wahrheit
- Aus dem Leben eines Fauns; Rowohlt 1953
- Kosmas oder Vom Berge des Nordens; Krefeld, Baden-Baden: Agis 1955 (Augenblick-Supplementband 1)
- Seelandschaft mit Pocahontas; zuerst in: Alfred Andersch (Hrsg.): Texte und Zeichen, Jahrgang 1, Heft 1; Luchterhand 1955
- Tina oder über die Unsterblichkeit; zuerst in: Max Bense (Hrsg.): Augenblick, Jahrgang 2, Heft 4; Agis-Verlag, Krefeld 1956
- Das steinerne Herz; Stahlberg 1956; Fischer Bücherei, Frankfurt am Main 1967
- Goethe und einer seiner Bewunderer; zuerst in: Alfred Andersch (Hrsg.): Texte und Zeichen, Jahrgang 3, Heft 3; Luchterhand 1957
- Die Gelehrtenrepublik; Stahlberg 1957; Fischer Bücherei, Frankfurt am Main 1965
- Rosen und Porree. Vier Kurzromane; 1959 (Sammelband mit Seelandschaft mit Pocahontas, Die Umsiedler, Alexander oder Was ist Wahrheit sowie Kosmas oder Vom Berge des Nordens sowie den literaturtheoretischen Berechnungen I und II)
- KAFF auch Mare Crisium; Stahlberg 1960
- Ländliche Erzählungen; (zuerst Stahlberg 1964 unter dem Titel Kühe in Halbtrauer), darin unter anderem die Erzählungen
  - Windmühlen
  - Der Sonn’ entgegen
  - Kühe in Halbtrauer
  - Kundisches Geschirr
  - Caliban über Setebos
- Trommler beim Zaren; Stahlberg, Karlsruhe 1966
- Sommermeteor [Auswahl aus „Trommler beim Zaren“]; Fischer Taschenbuch Verlag, Frankfurt am Main 1969; Fischer Bücherei, Frankfurt am Main 1995. („Stürenburg Geschichten“ um den Vermessungsrat a. D. Stürenburg)
- Zettel’s Traum; Goverts Krüger Stahlberg 1970
- Die Schule der Atheisten. Novellen-Comödie in 6 Aufzügen; S. Fischer 1972
- Abend mit Goldrand. Eine MärchenPosse. 55 Bilder aus der Lä/endlichkeit für Gönner der Verschreibkunst.; S. Fischer 1975. Rezension: Ausflug ins Luftmeer Rezension von Rolf Vollmann in die Die Zeit vom 14. Mai 1976
- Julia, oder die Gemälde; Haffmans 1983, Fragment aus dem Nachlass
- Brüssel / Die Feuerstellung; Suhrkamp 2002, Erzählfragmente aus dem Nachlass
- Arno Schmidts Lilienthal 1801, oder Die Astronomen. Fragmente eines nicht geschriebenen Romans; eine Edition der Arno Schmidt Stiftung im Haffmans Verlag 1996

#### Übersetzung
- Edgar Allan Poe: Die Methode Dr. Thaer & Prof. Fedders. Ill.: Renate Wacker. Kunstanstifter, Mannheim, 2015, ISBN 978-3-942795-34-0.